# Бобровиці (Калузька область)
Бобровиці (рос. Бобровицы) — присілок в Мещовському районі Калузької області Російської Федерації.
Населення становить 40 осіб. Входить до складу муніципального утворення Село Серпейськ.

## Історія
Від 2004 року входить до складу муніципального утворення Село Серпейськ.

## Населення
| 2002 | 2010 |
| ---- | ---- |
| 59   | ↘40  |